# 沈于兰
沈于兰（1946年11月—），生于中国浙江平湖，越剧女演员，擅长小生、小旦，一级演员，师承范瑞娟。1960年8月，进入上海越剧院学馆学习越剧。1972年，返回上海越剧院。代表作品有越剧《梁祝》（饰演梁山伯）、《踏伞》（饰演蒋世隆）等。